# Stăuini, Hunedoara
Stăuini este un sat în comuna Balșa din județul Hunedoara, Transilvania, România.